# Three Kings United
El Three Kings United es un club de fútbol de la ciudad de Auckland, Nueva Zelanda que juega en la Northern League.
Fue fundado en 1997 tras la unión del Eden AFC con el Mount Roskill AFC y desde entonces ha sido uno de los equipos de donde previenen varios jugadores de gran nivel.